# Кокшарово (Таборинский район)
Кокша́рово — деревня в Таборинском районе Свердловской области России. Входит в состав Таборинского сельского поселения.
Расположена на правом берегу реки Тавда в 5 км к юго-востоку от районного центра села Таборы, в 62 км к северо-западу от города Тавды, в 311 км к северо-востоку от Екатеринбурга и в 160 км к северо-западу от Тюмени.
В 1850 году в Таборинской волости Туринского округа Тобольской губернии.
Климат континентальный с холодной зимой и тёплым летом.

## Список улиц
- Береговая ул.
- Набережный 1-й пер.
- Набережный 2-й пер.